# Yingzao Fashi

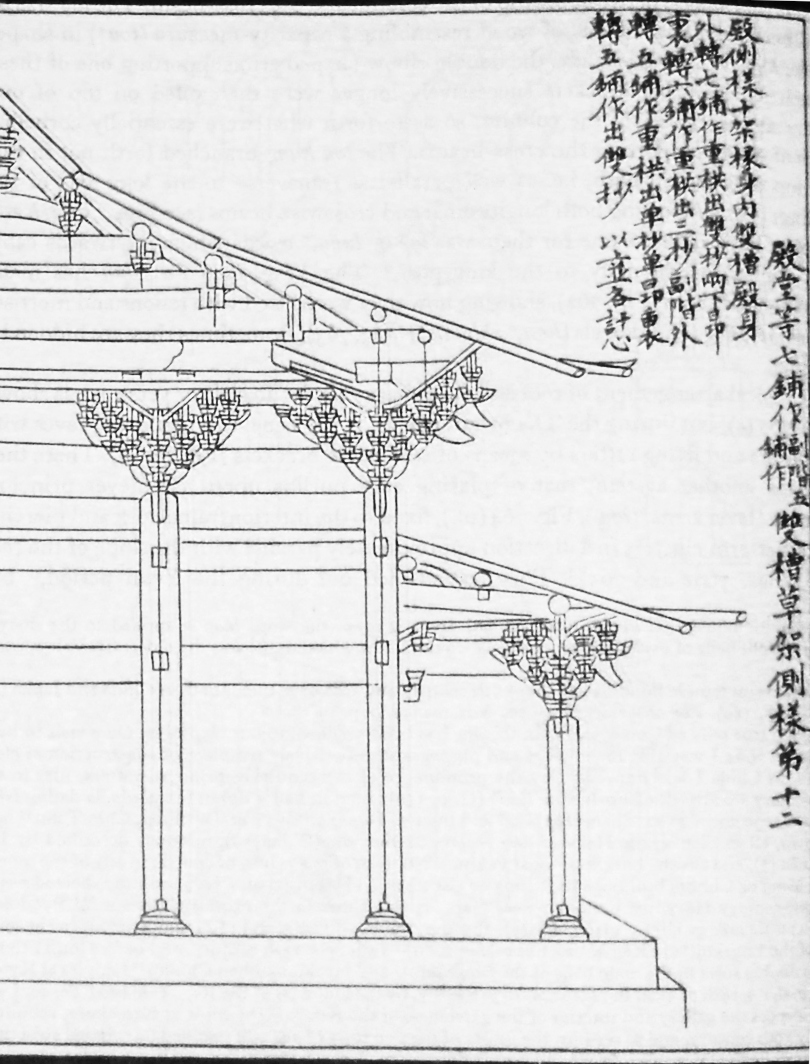
Grup de permòdols amb Mènsules, Yingzao Fashi

Yingzao Fashi (en xinès: 營造法式, en pinyin: yíngzàofǎshì, literalment «Tractat sobre Mètodes d'arquitectura o les normes de construcció de l'Estat», és un tractat tècnic sobre arquitectura i artesania escrit per l'autor xinès Li Jie (李 誡; 1065–1110). El text s'emmarca en la direcció d'edificis i construcció a mitjan dinastia Song de la Xina.
Un arquitecte prometedor, va revisar molts tractats més antics en l'arquitectura des de 1097 a 1100. Per 1100, havia acabat la seva obra arquitectònica, que va presentar a l'emperador Zhezong de Song. El successor de l'emperador, Huizong de Song, tenia el llibre publicat el 1103 amb la finalitat de proporcionar un conjunt unificat de normes arquitectòniques per a constructors, arquitectes i artesans alfabetitzats, així com per a les agències d'enginyeria del govern central.
Amb el seu llibre convertit en un èxit notori, Li Jie va ser promogut per Huizong com el director del Palau d'Edificis. A partir de llavors, Li Jie va arribar a ser ben conegut per la seva supervisió en la construcció d'oficines administratives, els apartaments del palau, portes i torres-comportes, el temple ancestral de la Dinastia Song, juntament amb nombrosos temples budistes. El 1145, una segona edició del llibre de Li va ser publicada per Wang Huan. Entre 1222 i 1233, es va publicar una tercera edició. Aquesta edició, publicada a Pingjiang (ara Suzhou), va ser posteriorment copiada en l'Enciclopèdia Iǒnglè i en Siku Quanshu. A més, es van realitzar una sèrie de copies en edicions de biblioteques privades. Una d'aquestes còpies de l'edició Pingjiang va ser redescoberta el 1919 i impresa com a facsímil l'any 1920.

## El tractat

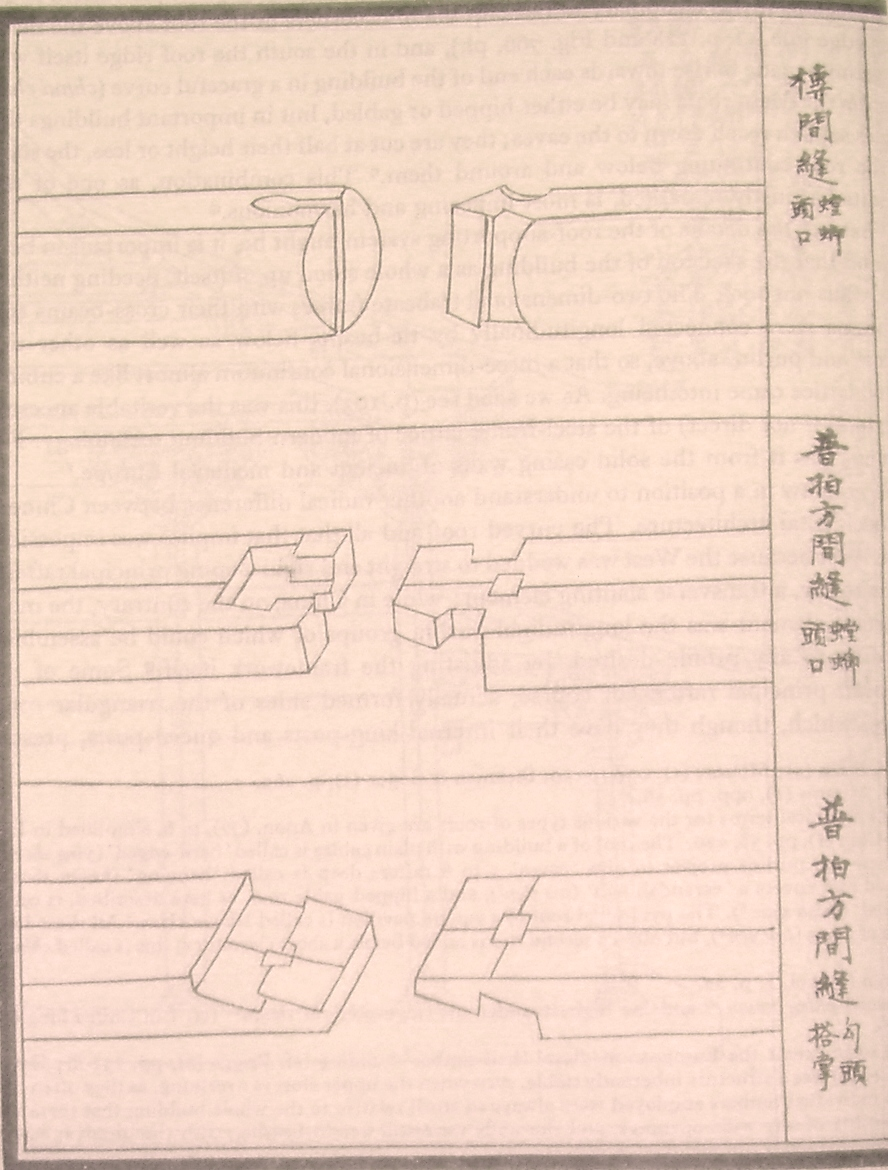
Treball Caixa i metxa amb tirants i bigues transversals, Yingzao Fashi

Per al llibre de Li, es va usar material d'escrits arquitectònics preexistents, però la major part està formada per la documentació de les tradicions heretades dels artesans i arquitectes transmesa de boca en boca. El llibre ofereix un glossari de termes tècnics que inclouen fórmules matemàtiques. Va incorporar la topografia en les seves estimacions per a edificis en diversos tipus de llocs. També va estimar els costos monetaris de la contractació de treballadors amb diferents nivells d'habilitat i tipus d'experiència en l'artesania. Les seves estimacions prenen un dia de treball com a base i inclouen els materials necessaris, tenint en compte la temporada en la qual es va realitzar el treball.
El treball de Li incorpora normes de construcció i regulacions, la informació comptable, normes per als materials utilitzats en la construcció, i la classificació dels diferents oficis. Els 34 capítols del llibre especifiquen detalladament les unitats de mesura, la construcció de fossats i fortificacions, i normes per a la maçoneria, així com l'artesania en fusta en mides grans i petites. Inclou les especificacions (i il·lustracions) per a la construcció d'unitats de puntals amb els braços inclinats i juntes per a columnes i bigues, així com les directrius per a la talla de fusta, tornejat i trepat, serrat, obra de bambú, sòl de rajoles, la construcció de la paret, la pintura i la decoració, i les fórmules de pintures decoratives, esmalts i diversos revestiments. S'inclouen les proporcions de mescla de morters en maçoneria, maó i acristalament amb rajoles. El llibre conté il·lustracions dibuixades a mà de totes les pràctiques i normes. Va esbossar la fusteria estructural en gran detall, proporcionant mesures dimensionals estàndard per a tots els components. Per exemple, Li va desenvolupar un sistema de classificació estàndard de 8 rangs per a diferents grandàries d'elements de fusta. El sistema es coneix com el sistema cai-fen d'unitats i podria aplicar-se universalment als edificis.
Encara que altres tractats van ser escrits i compilats per endavant, el llibre de Li és el manual tècnic més antic existent a l'arquitectura de la Xina que ha sobreviscut intacte i íntegrament.

## Galeria

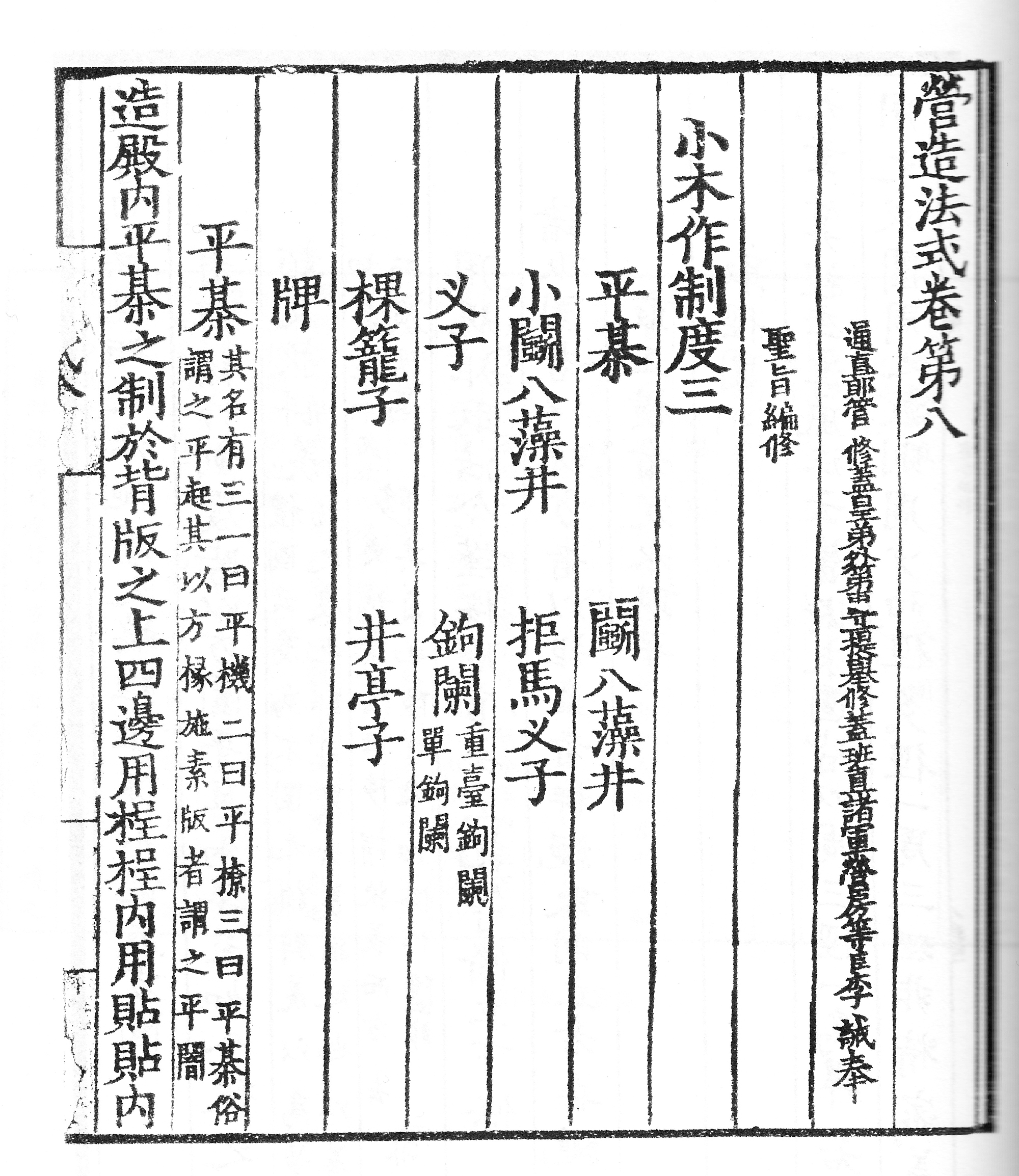
Una pàgina d'una edició de 1145 de la dinastia Song, volum 8.
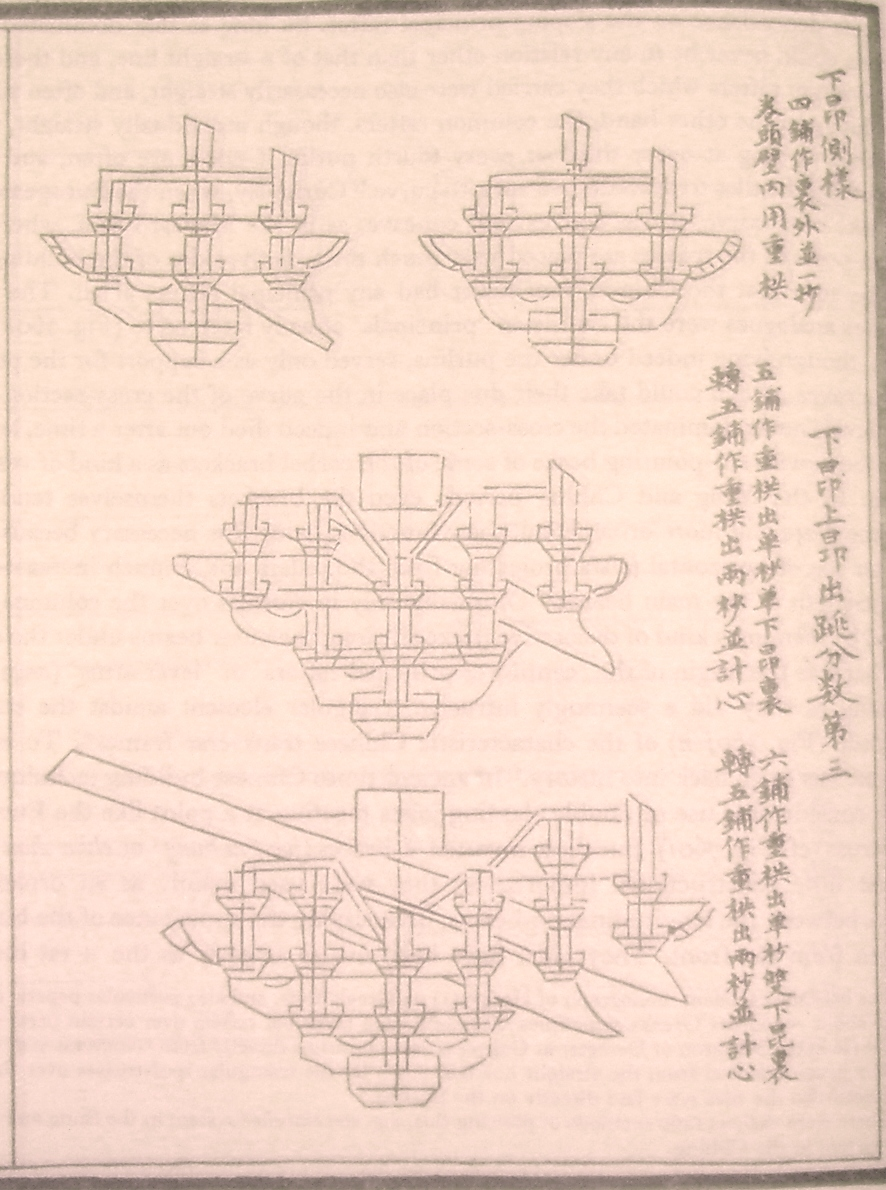
Grup de Permòdols amb Mènsules, Yingzao Fashi (1103)
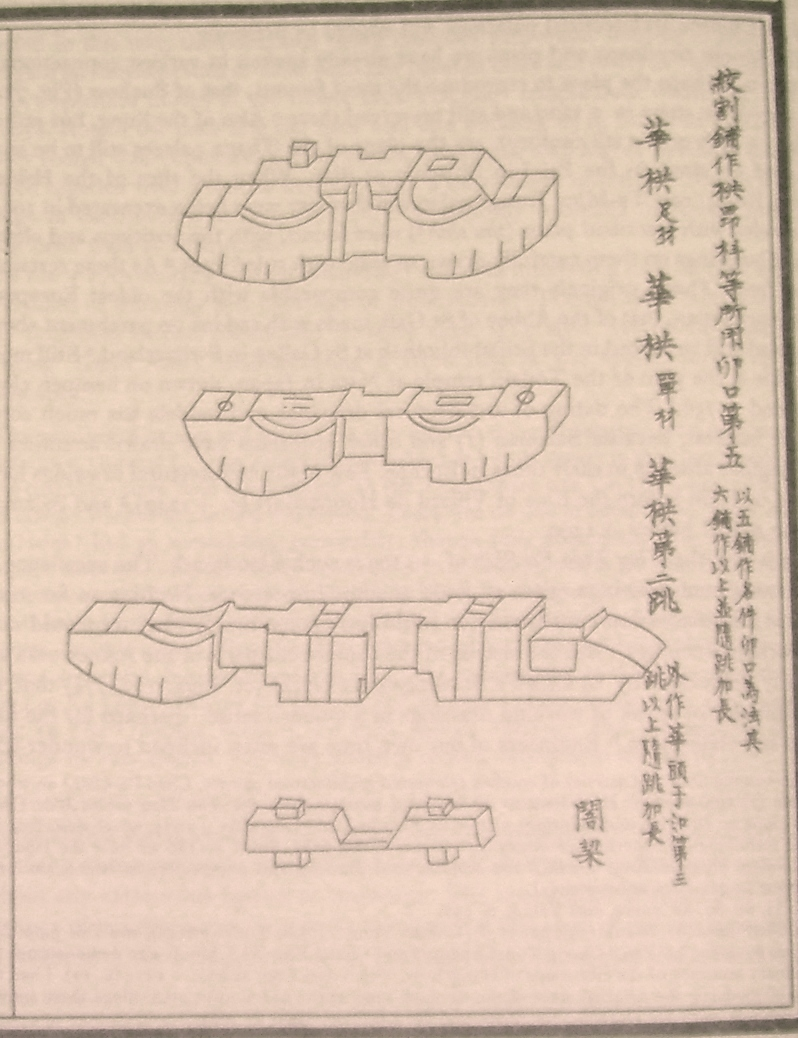
Suports de mènsula transversals, Yingzao Fashi (1103)
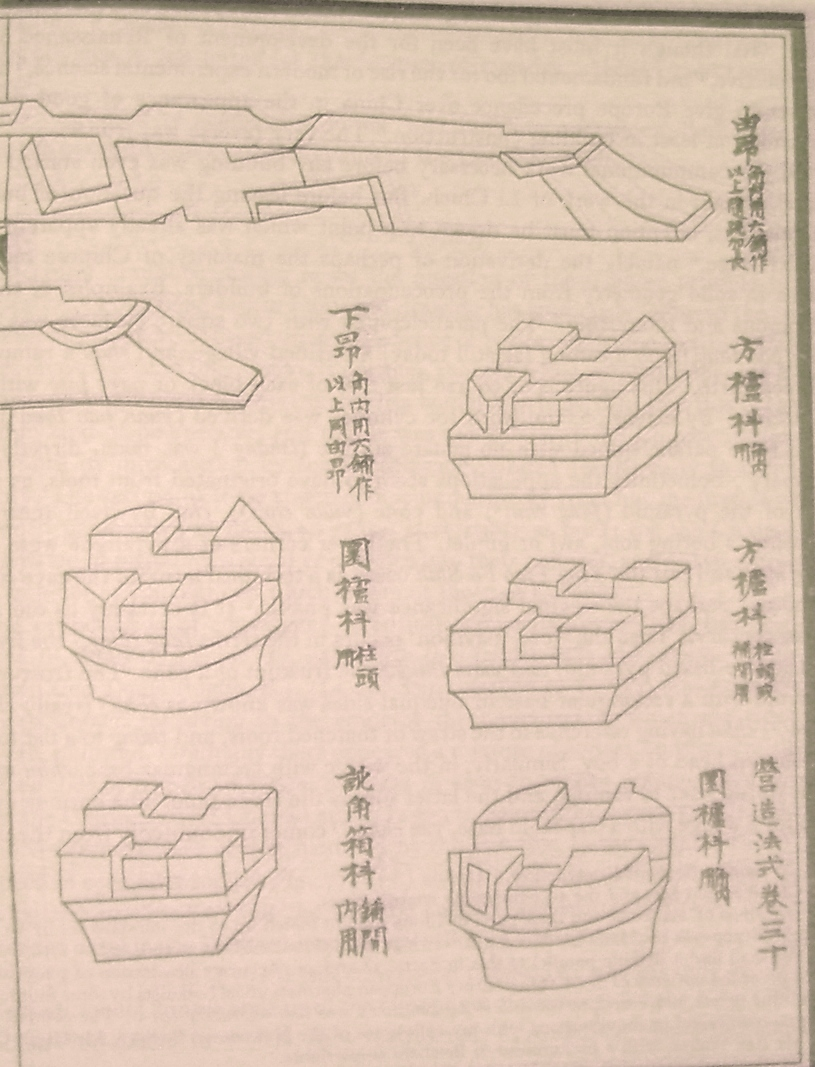
Suport i braços voladissos, Yingzao Fashi (1103)
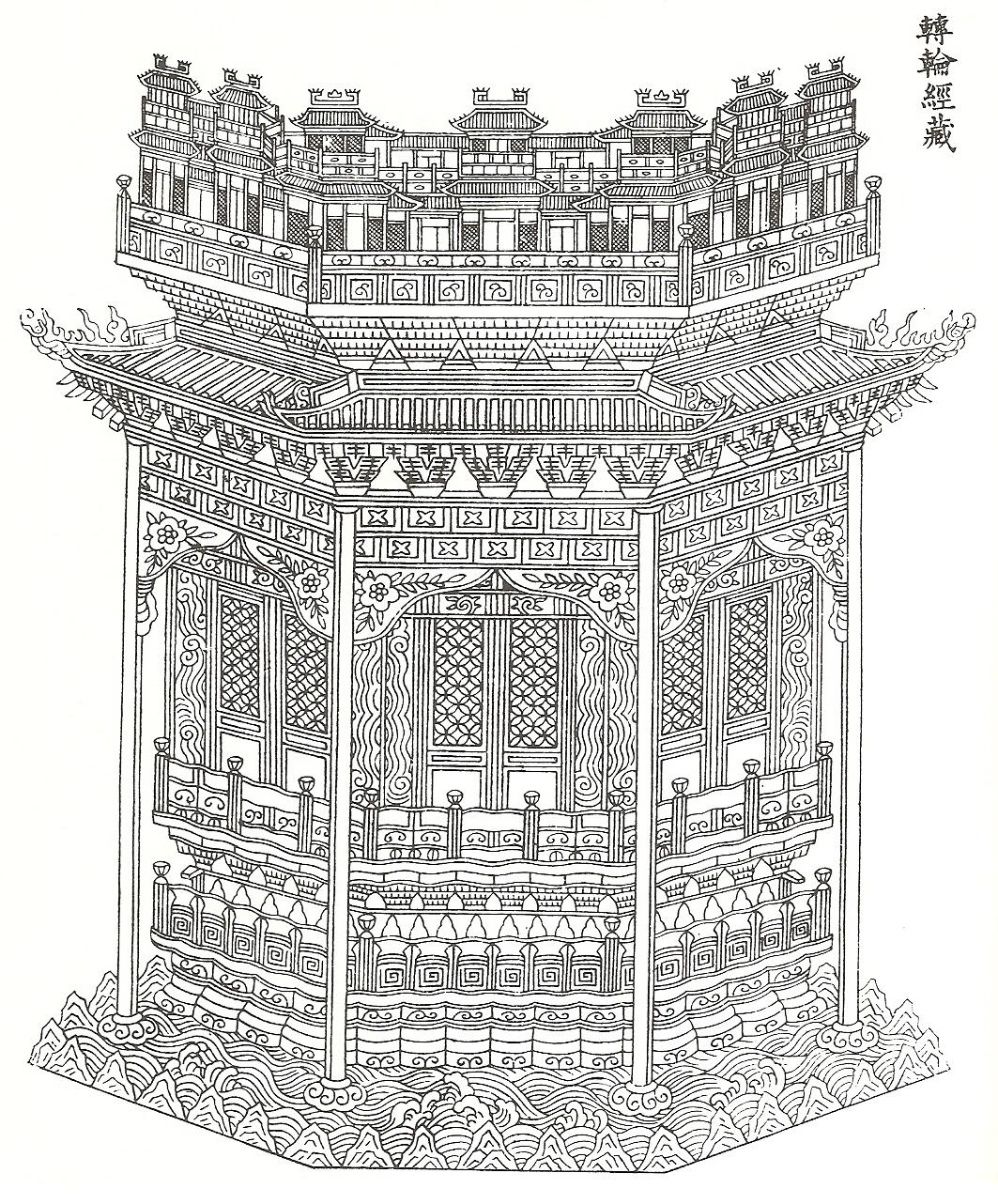
Arca budista, Yingzao Fashi (1103)
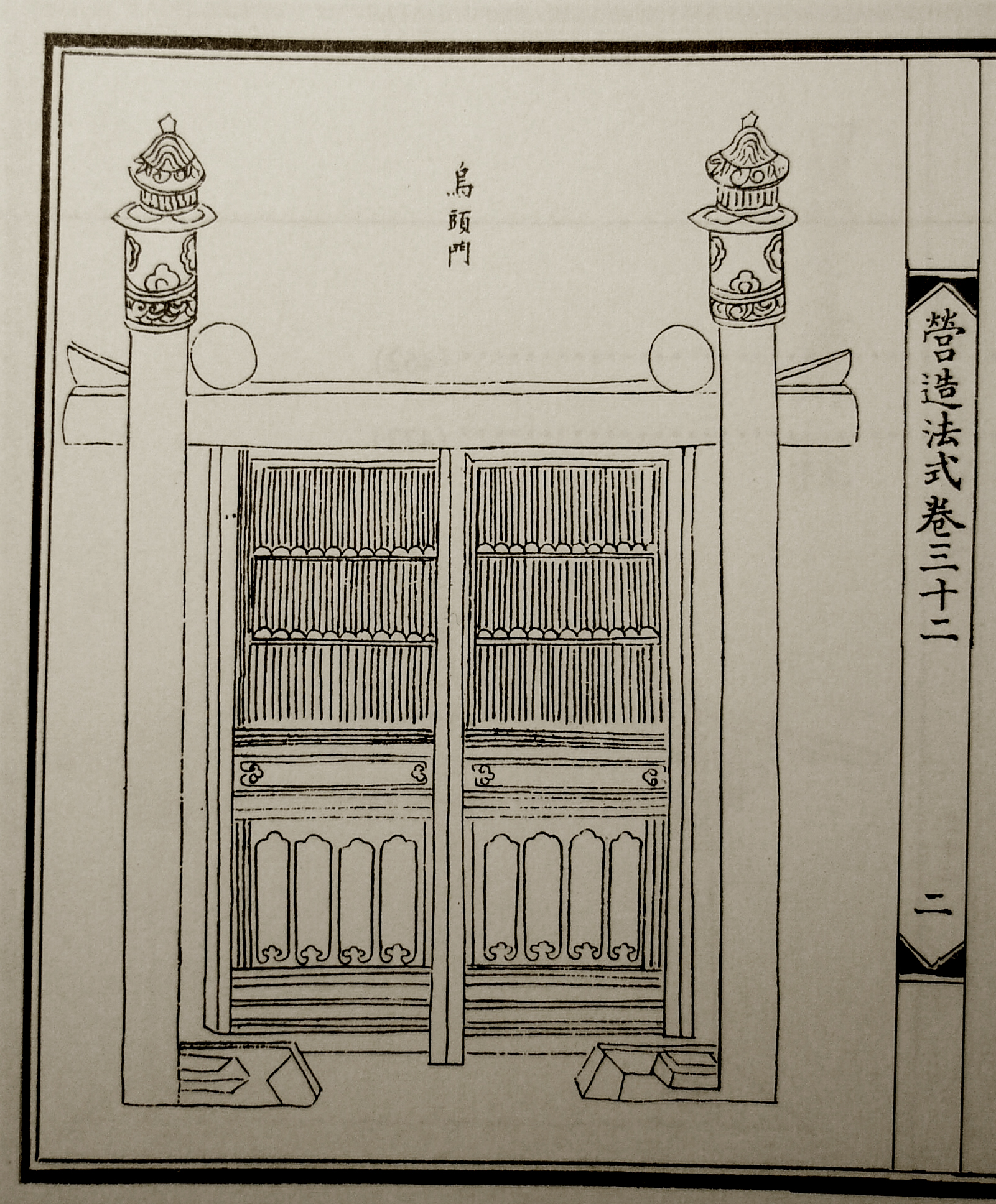
Marc de fusta «paifang» en Yingzao Fashi